# 無水芒硝
無水芒硝（英語：Thénardite）是一種無水硫酸鹽礦物 ，化學式為Na2SO4。它存在於乾旱的蒸發岩環境中，特別是湖泊和旱湖。它也以風化和火山噴氣孔周圍的昇華沉積物的形式出現在乾燥洞穴和舊礦井中。它產生在意大利埃特納火山的火山洞中。它於1825年在西班牙馬德里先波蘇埃洛斯的埃斯帕蒂納斯鹽場首次被描述，並以法國化學家路易·雅克·特納（1777-1826）的名字命名。
無水芒硝以正交晶系結晶，通常形成淡黃色、淡紅色至灰白色棱柱狀晶體，但通常存在於塊狀結殼沉積物中。無水芒硝有熒光，在短波UV中呈白色，在長波UV中呈黃綠色。
在潮濕條件下，無水芒硝逐漸吸收水分並轉化為芒硝（Na2SO4·10H2O）。

## 圖集

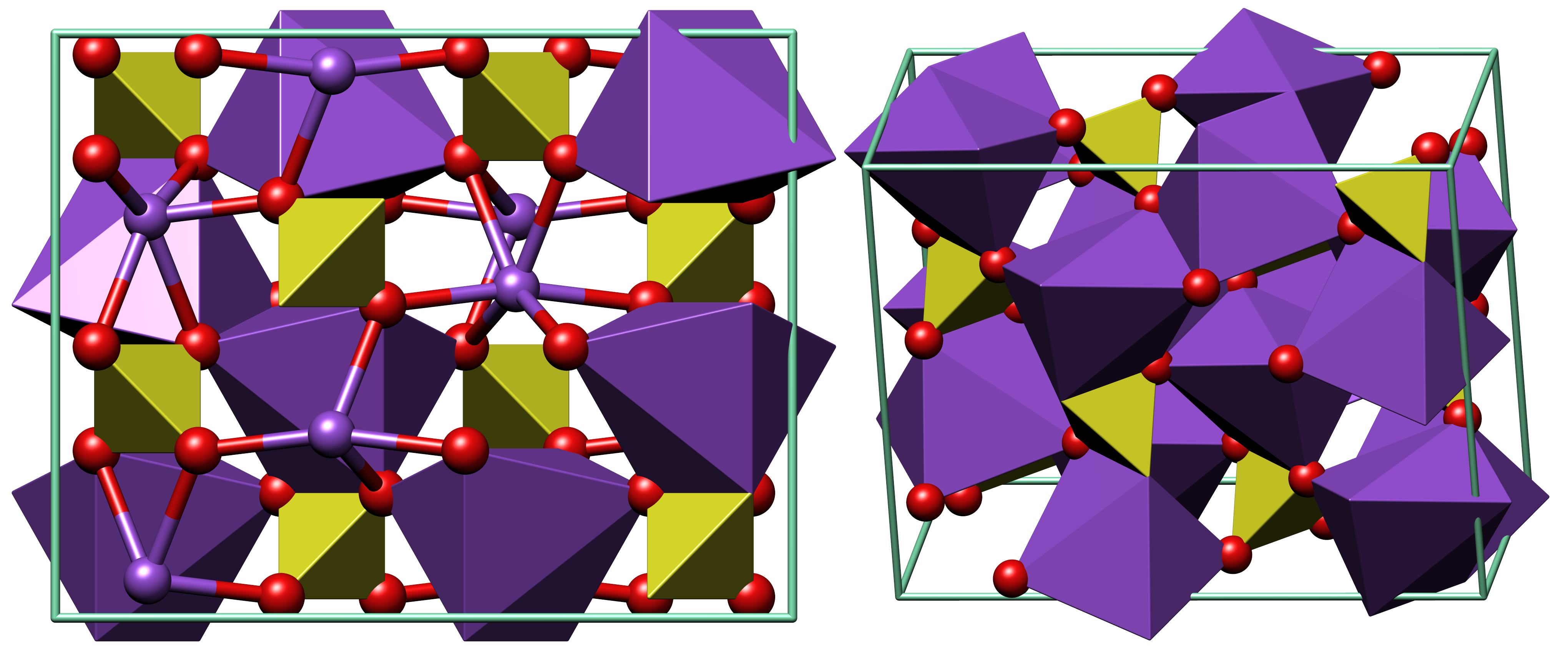
無水芒硝的晶體結構
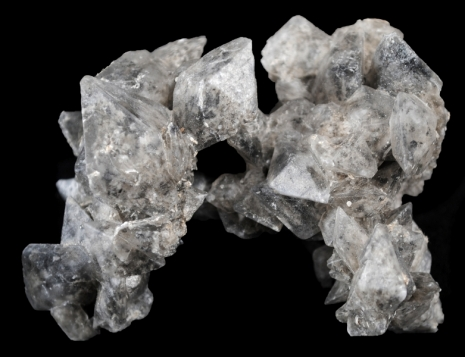
無水芒硝，來自加利福尼亞州蘇打湖的透明晶體簇。晶簇寬度9cm。
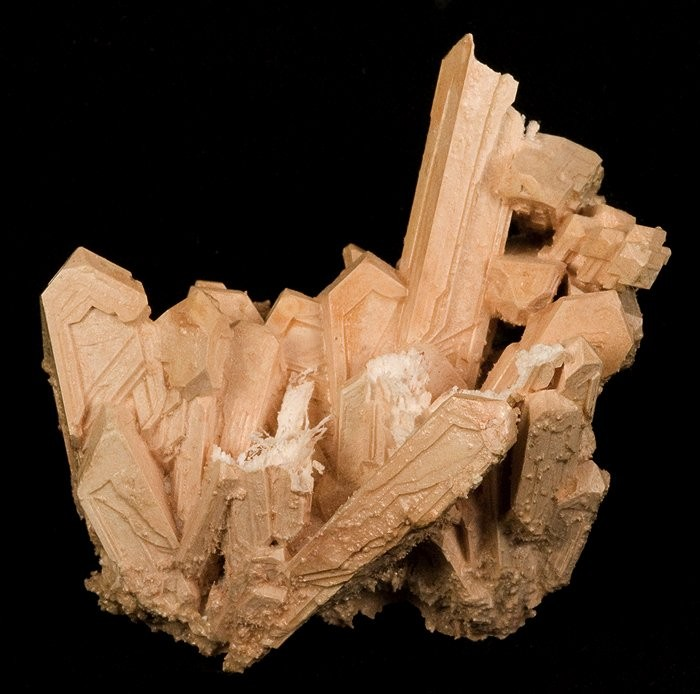
來自加利福尼亞州博朗的黃褐色芒硝假象無水芒硝晶體。晶簇 6 x 5.5 cm。

## 延伸閱讀
- Palache, P.; Berman H.; Frondel, C. (1960). "Dana's System of Mineralogy, Volume II: Halides, Nitrates, Borates, Carbonates, Sulfates, Phosphates, Arsenates, Tungstates, Molybdates, Etc. (Seventh Edition)" John Wiley and Sons, Inc., New York, pp. 404-407.